# 贺巍
贺巍（1935年—2023年1月5日），笔名胡韦，男，河南获嘉人，中国语言学家，中国社会科学院语言研究所研究员。曾任中国社会科学院语言研究所副所长、学术委员会副主任。